# 7671 Albis
7671 Albis è un asteroide della fascia principale. Scoperto nel 1995, presenta un'orbita caratterizzata da un semiasse maggiore pari a 2,1939121 UA e da un'eccentricità di 0,1375735, inclinata di 1,09531° rispetto all'eclittica.
Albis è il nome latino del fiume Elba che nasce in Repubblica Ceca, attraversa la Germania e sfocia nel Mare del Nord.